# Nokia 5220
Nokia 5220 XpressMusic — мобильный телефон Nokia, выпущенный в третьем квартале 2008 года. Его дизайн отличается необычной асимметричной формой.

## Технические характеристики

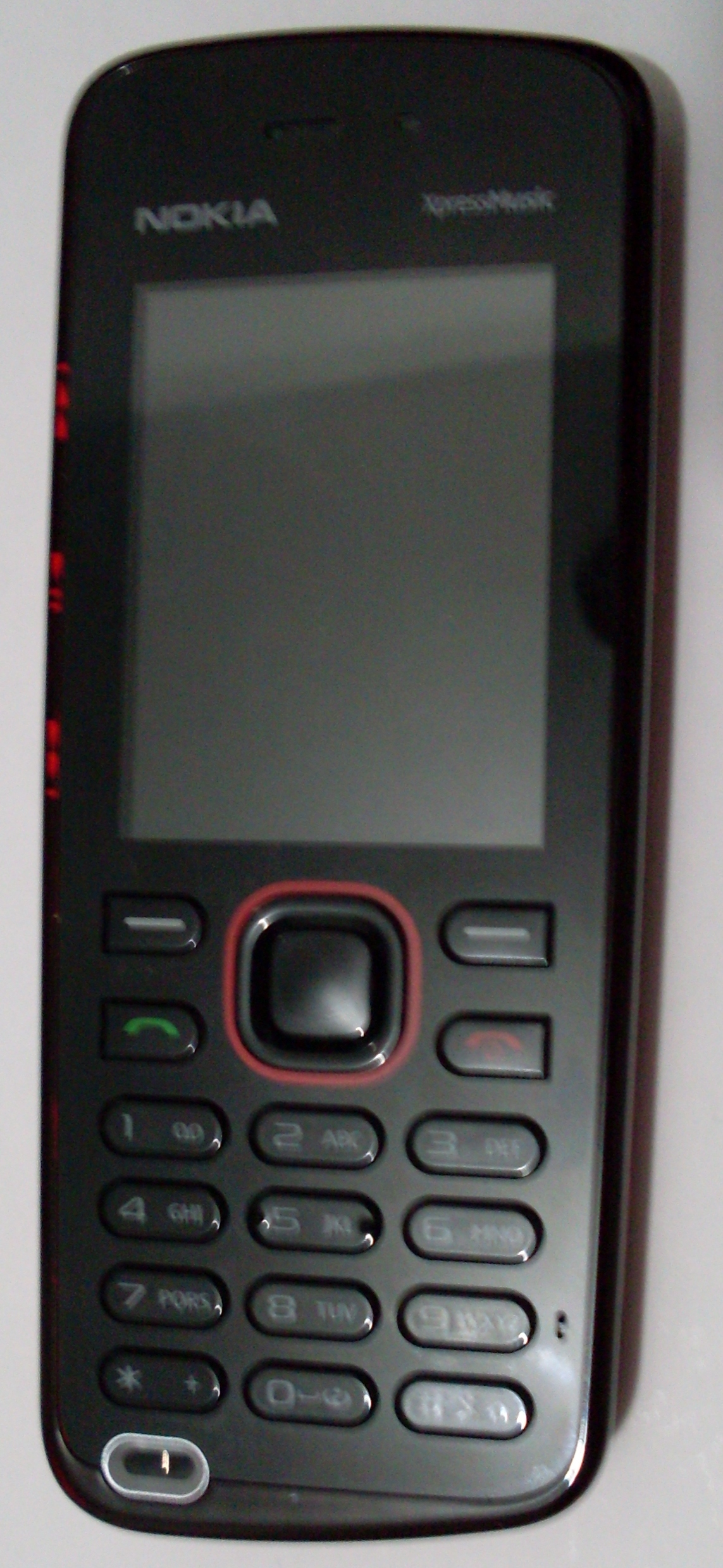

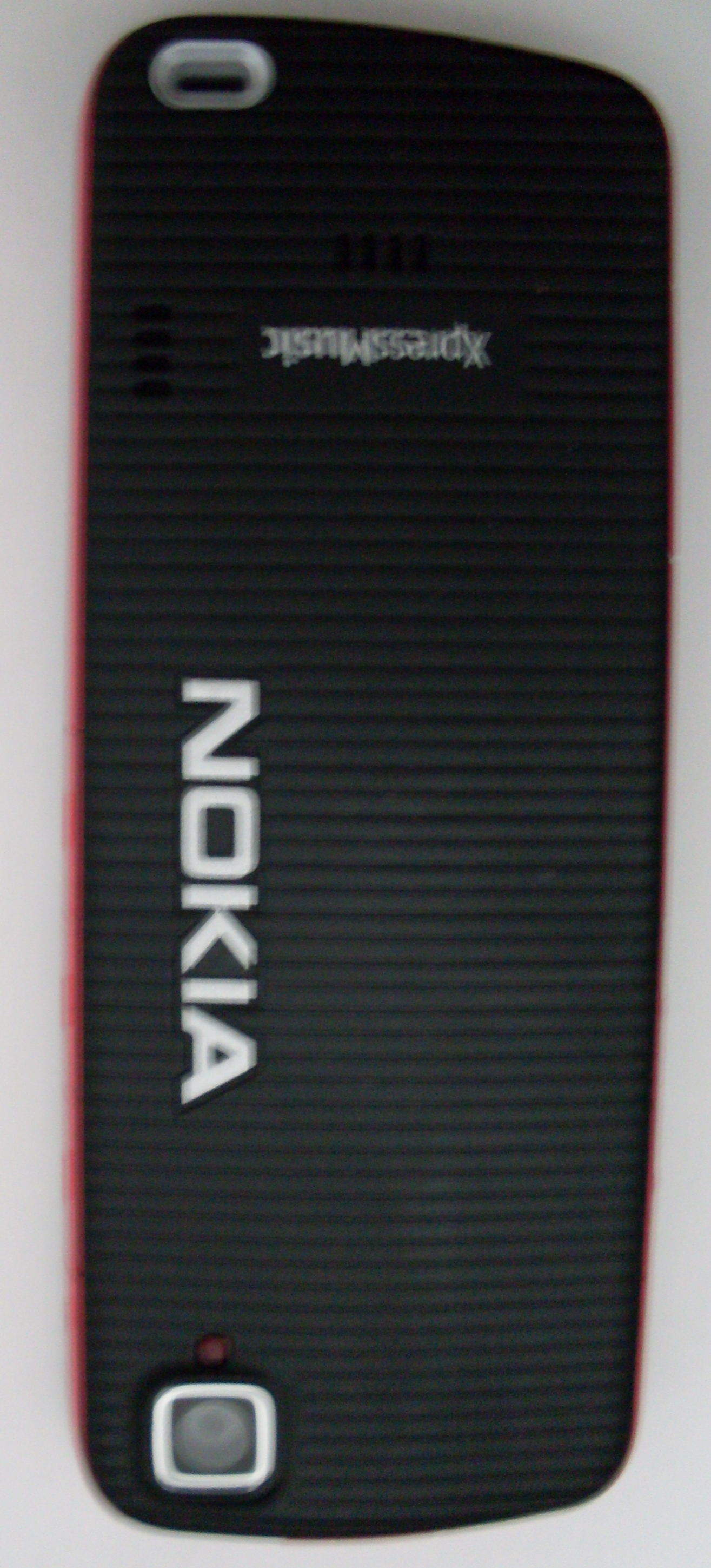

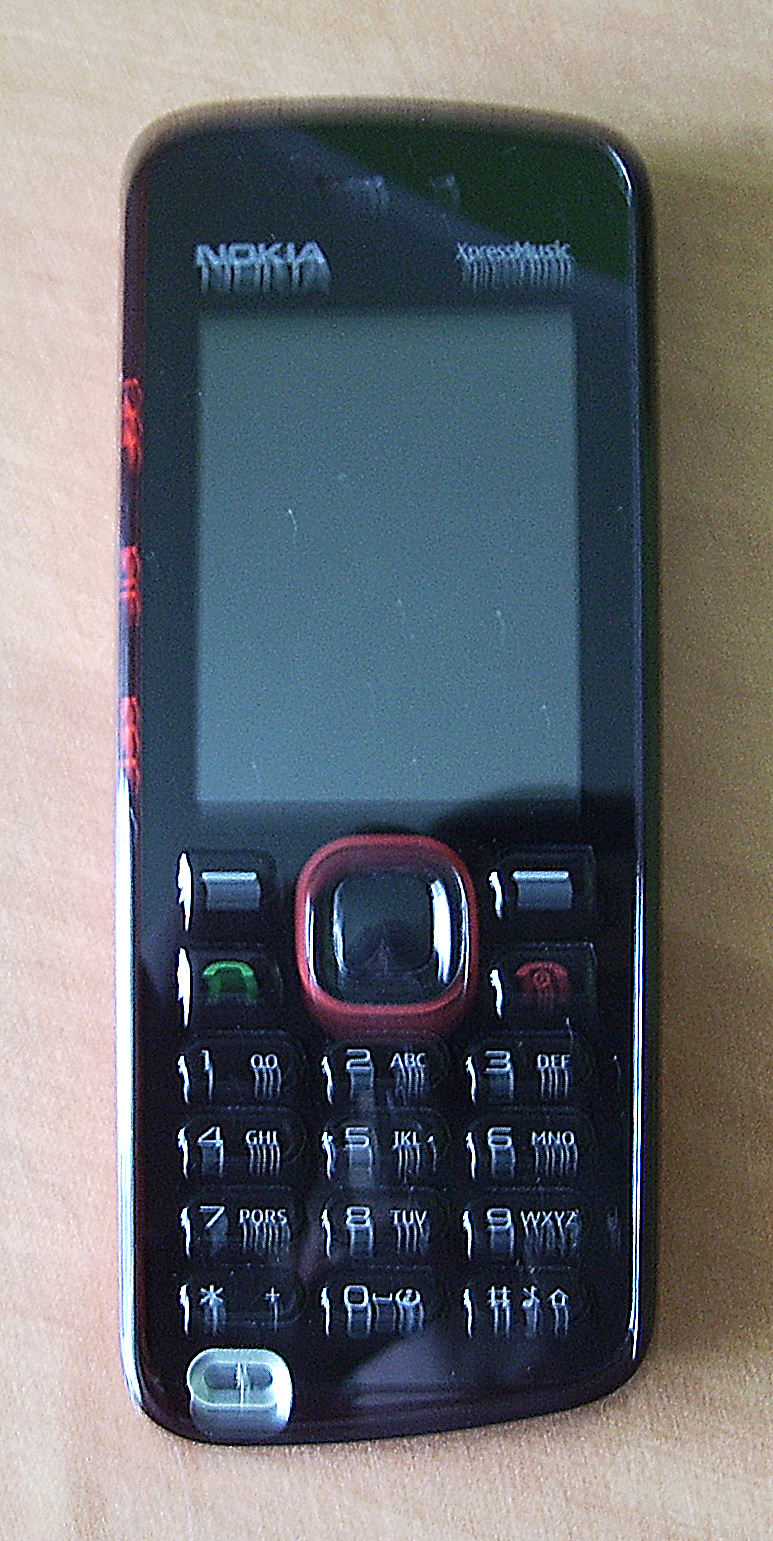

| Тип                        | Спецификация                                                                        |
| -------------------------- | ----------------------------------------------------------------------------------- |
| Режимы                     | GSM 900/1800/1900 или 850/1800/1900                                                 |
| Масса                      | 78 г                                                                                |
| Размеры                    | 108 мм х 43,5 мм х 10,5 мм                                                          |
| Фактор формы               | Конфета, шоколадный батончик                                                        |
| Срок службы батареи        | В режиме разговора: 5 часов В режиме ожидания: 408 часов (17 дней)                  |
| Тип батареи                | Литий-ионный 1020 мАч                                                               |
| Процессор                  | ARM9 231 МГц                                                                        |
| Отображать                 | Тип: LCD (цветной) Цвета: 256 тысяч (24 бита) Разрешение: 240 × 320 пикселей (QVGA) |
| Пользовательский интерфейс | Nokia Series 40                                                                     |
| Память                     | 30 МБ (встроенная, общая флеш-память) Карта памяти на 512 МБ в комплекте.           |
| Bluetooth                  | Поддерживается                                                                      |
| USB                        | Встроенный разъем Micro-USB.                                                        |
| Пакетные данные            | Технология: EDGE (EGPRS) класс 32                                                   |
| Боковые клавиши            | специальные музыкальные клавиши                                                     |
| Слот для карты памяти      | Тип карты: microSD (поддерживает SDHC) до 8 ГБ                                      |
| FM-радио                   | Стерео: Да                                                                          |
| Музыкальный проигрыватель  | Поддерживаемые форматы: MP3, eAAC+, WMA, aac, MP4, m4a                              |
| Камера                     | Разрешение: 2 мегапикселя с 4-кратным цифровым зумом                                |